# Рибник (дворац)
Рибник је био дворац летњиковац Немањића, из доба Душана (краљ 1331—1346, цар 1346—1355) и Уроша (1355—1371), који се налазио на Белом Дриму, вероватно на простору данашњег села Нашец, 8 километара северозападно од Призрена, иако има оних који га смештају нешто јужније, код ушћа Призренске Бистрице у Бели Дрим.

## Локација у селу Нашец
Данашње село Нашец је било део властелинства Душанове задужбине Светих Архангела и у оснивачкој повељи манастира из 1348. године се помиње као Нашци, заселак Ограђеника (данас суседно село Гражданик).
Нешто северније од самог села, изнад клисуре коју ствара Бели Дрим, налазе се остаци средњовековне тврђаве, који нису истраживани, док на самом простору села, по подацима из 1975. године, нису пронађени остаци или темељи старих грађевина. Сматра се да би остаци дворца Рибник могли да се налазе испод хотела (мотела) подигнутог после Другог светског рата. Према причама мештана који живе у непосредној околини хотела, на његовом месту су пронађени остаци зидова, опеке и ћерамиде, као и један прстен, али ти налази нису проучени или сачувани, због чега је данас немогуће датирати објекте који су се налазили на месту данашњег хотела.